# Wulfenia
Wulfenia este un gen de plante magnoliofite care cuprinde circa 8 specii.